# Limnophora vumbana
Limnophora vumbana este o specie de muște din genul Limnophora, familia Muscidae, descrisă de Fritz Isidore van Emden în anul 1951.
Este endemică în Zimbabwe. Conform Catalogue of Life specia Limnophora vumbana nu are subspecii cunoscute.